# Adnan

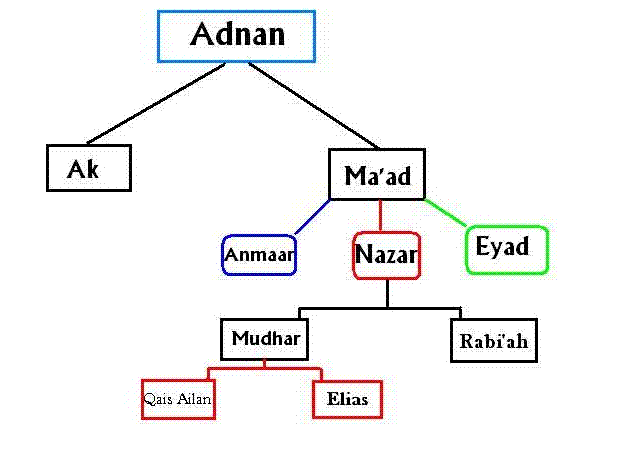
Discendenza di Adnan

ʿAdnān (in arabo عدنان‎?) è, nella tradizione araba, il mitico eponimo degli "Arabi settentrionali", detti pertanto ʿAdnānī, che erano in perpetuo antagonismo con gli "Arabi meridionali", discendenti di Qaḥṭān.
ʿAdnān sarebbe discendente di Ismaele e di suo figlio Nebaioth. 
Tra i suoi discendenti figura quindi l'ultimo profeta dell'Islam, Maometto.